# Hydrornis
Hydrornis (лат.) — род птиц семейства питтовых. В состав рода включают 13 видов. Представители рода обитают в Юго-Восточной Азии. Ранее считался частью обширного рода питты, но выделен из него по результатам исследования 2006 года.

## Виды
В состав рода включают 13 видов:
- Hydrornis phayrei (Blyth, 1862) — Ушастая питта
- Hydrornis caeruleus (Raffles, 1822) — Большая питта
- Hydrornis oatesi Hume, 1873 — Коричневоголовая питта
- Hydrornis schneideri (Hartert, 1909) — Питта Шнейдера
- Hydrornis nipalensis (Hodgson, 1837) — Непальская питта
- Hydrornis soror (Ramsay R.G.W., 1881) — Синепоясничная питта
- Hydrornis irena (Temminck, 1836)
- Hydrornis guajanus (Statius Müller, 1776) — Синехвостая питта
- Hydrornis schwaneri (Bonaparte, 1850)
- Hydrornis baudii (Müller, S & Schlegel, 1839) — Синегрудая питта
- Hydrornis cyaneus (Blyth, 1843) — Синяя питта
- Hydrornis gurneyi (Hume, 1875) — Питта Герни
- Hydrornis elliotii (Oustalet, 1874) — Полосатобрюхая питта, или питта Эллиота